# San Giusto Canavese
San Giusto Canavese là một đô thị ở tỉnh Torino trong vùng Piedmont, có vị trí cách khoảng 30 km về phía đông bắc của Torino, nước Ý. Tại thời điểm ngày 31 tháng 12 năm 2004, đô thị này có dân số 3.143 người và diện tích là 9,6 km².
San Giusto Canavese giáp các đô thị: San Giorgio Canavese, Feletto, Foglizzo, và Bosconero.